# Југославија на Европском првенству у атлетици у дворани 1970.
Југославија је учествовала на 1. Европском првенству у дворани 1970 одржаном у Бечу, Аустрија, 14. и 15. марта.
На првенству у Бечу Југославију је представљало седморо атлетичара (пет мушкараца и две жене) који су се такмичили у 7 дисциплина.
Бронзана медаља Јоже Међимурца у трци на 800 метара, је прва медаља Југославије на европским првенствима у дворани.
Са једном освојеном бронзаном медаљом Југославија је у укупном пласману поделила 12 место од 14 земаља које су на овом првенству освојиле медаље, односно 24 земље учеснице. У табели успешности према броју и пласману такмичара који су учествовали у финалним такмичењима (првих 8 такмичара) Југославија je са 3 учесника у финалу заузела 13 место са 12 бодова, од 23 земље које су имале представнике у финалу. Једино Турска није имала прдставнике.
| Плас. | Земља | 1. место | 2. место | 3. место | 4. место | 5. место | 6. место | 7. место | 8. место | Бр. финал. - Бод. |
| ----- | ----- | -------- | -------- | -------- | -------- | -------- | -------- | -------- | -------- | ----------------- |
| 13.   | СФРЈ  | 0        | 0        | 1—6      | 0        | 1—4      | 0        | 1—2      | 0        | 3—12              |

## Учесници
| Бр. | Дисциплина   | Мушкарци                                    | Жене                                   | Укупно |
| --- | ------------ | ------------------------------------------- | -------------------------------------- | ------ |
| 1   | 60 м         | Ивица Караси, АК Партизан                   |                                        | 1      |
| 2   | 800 м        | Јоже Међимурец, АК Партизан                 |                                        | 1      |
| 3   | 1.500 м      | Миодраг Вукомановић, АК Раднички Крагујевац |                                        | 1      |
| 4   | 60 м препоне | Душан Бизјак,                               | Емина Пилав, АК Сарајево               | 2      |
| 5   | Скок увис    |                                             | Снежана Хрепевник, АК 21. мај, Београд | 1      |
| 6   | Скок удаљ    | Милан Бабић, АК Сарајево                    |                                        | 1      |
|     | Укупно (6)   | 5                                           | 2                                      | 7      |

## Освајачи медаља
- Јоже Међимурец — 800 метара

## Резултати

### Мушкарци
| Атлетичар           | Дисциплина   | Лични рекорд | Квалификације | Квалификације | Полуфинале       | Полуфинале       | Финале           | Финале     | Детаљи |
| Атлетичар           | Дисциплина   | Лични рекорд | Резултат      | Место         | Резултат         | Место            | Резултат         | Место      | Детаљи |
| ------------------- | ------------ | ------------ | ------------- | ------------- | ---------------- | ---------------- | ---------------- | ---------- | ------ |
| Ивица Караси        | 60 м         |              | 6,9           | 5 уг гр 1     | Није се пласирао | Није се пласирао | Није се пласирао | 13/16 (17) |        |
| Јоже Међимурец      | 800 м        | 1:47,5       | 1:51,3        | 5 у гр. 1 кв  |                  |                  | 1:51,9           |            |        |
| Миодраг Вукомановић | 1.500 м      |              | 3:49,8        | 5 у гр. 1     |                  |                  | Није се пласирао | 9/14.      |        |
| Душан Бизјак        | 60 м препоне |              | 8,5           | 6 уг гр 2     | Није се пласирао | Није се пласирао | Није се пласирао | 15/16      |        |
| Милан Бабић         | скок удаљ    |              |               |               |                  |                  | 7,36             | 15/19      |        |

### Жене
| Атлетичарка       | Дисциплина   | Лични рекорд | Квалификације | Квалификације | Полуфинале        | Полуфинале        | Финале            | Финале | Детаљи |
| Атлетичарка       | Дисциплина   | Лични рекорд | Резултат      | Место         | Резултат          | Место             | Резултат          | Место  | Детаљи |
| ----------------- | ------------ | ------------ | ------------- | ------------- | ----------------- | ----------------- | ----------------- | ------ | ------ |
| Емина Пилав       | 60 м препоне |              | 8,7           | 5 уг гр 1     | Није се пласирала | Није се пласирала | Није се пласирала | =11/14 |        |
| Снежана Хрепевник | скок увис    | 1,79         |               |               |                   |                   | 1,76              | 5/13   |        |